# 통일준비위원회
통일준비위원회(統一準備委員會)는 대한민국의 대통령 직속 합의체로, 박근혜 정부 측 위원장과 민간 위원의 협의체로 활동하고 있다. 대통령이 위원장으로, 통일부 장관이 부위원장, 1인 민간 부위원장을 둔다. 2014년 7월 15일 출범하였으나, 문재인 정부 임기 초기인 2017년 6월 1일 폐지되었다.

## 설립 근거
통일준비위원회의 설치 및 운영에 관한 규정 제1조

## 같이 보기
- 민주평화통일자문회의
- 통일교육위원
- 통일부
- 남북통일